# تيتانيا (قمر)
تيتانيا (بالإنجليزية: Titania) هو أكبر أقمار أورانوس وترتيبه الثامن في الكبر من بين أقمار المجموعة الشمسية. اكتشفه وليام هرشل سنة 1787. اسمه مأخوذ من ملكة فايريس في مسرحية حلم ليلة صيف (بالإنجليزية: A Midsummer Night's Dream) لويليام شكسبير. يقع مداره ضمن الغلاف المغناطيسي لأورانوس.
يحتوي تيتانيا على كمية متساوية تقريبا من الصخور والجليد. ومن المرجح أن يكون الاختلاف في التوزيع بين نواة صخرية ودثار جليدي. ويحتمل وجود طبقة من الماء السائل متوضعة بين النواة والدثار. سطح تيتانيا مظلم نسبيا ولونه يميل إلى الأحمر قليلا ويبدو أنه تشكل نتيجة الاصطدمات ونشاطات داخلية المنشأ، وهو مغطى بعدد هائل من الفوهات الصدمية يصل قطرها إلى 326 كم، لكنها أقل مما هي على سطح قمر أورانوس أوبيرون القمر الأبعد من اقمار أورانوس الخمسة الكبيرة. ومن الأشياء التي تُميّز هذا القمر عن غيره الأسماء التي تحملها فوهاته وغيرها من التضاريس، حيث أنها مشتقة جميعها من مسرحيات ويليام شكسبير.
من المرجح تعرض تيتانيا إلى عمليات داخلية المنشأ في مرحلة مبكرة من حياته أعادت تشكيل سطحه بحيث طمست المعالم القديمة المتضمنة فوهات صدمية كثيرة. يقطع هذا القمر نظام هائل من التلع والصدوع الانحدارية نتيجة التوسع في داخله في مرحلة لاحقة من حياته. تشكل تيتانيا مثل جميع أقمار أورانوس الرئيسية من القرص المزود الذي كان محيط بالكوكب بعد تشكله.
كشفت مطيافية الأشعة تحت الحمراء ما بين عاميّ 2001 و 2005 على وجود جليد الماء وثاني أكسيد الكربون أيضا مما طرح فرضية وجود غلاف جوي رقيق محيط بالقمر مؤلف من أكسيد الكربون بضغط عند سطح القمر يصل إلى 10 جزء من الترليون بار. والقياسات المأخوذة أثناء كسوف تيتانيا أظهرت أن أعظم حد لضغط الغلاف الجوي المحتمل يصل بين 10 و 20 نانو بار.
بحلول عام 2011، كان العلماء قد قاموا بدراسة النظام الأورانوسيّ بشكل دقيق مرّة واحدة فقط، وذلك باستخدام الصور والمعلومات التي وفّرها مسبار فوياجر 2 منذ شهر يناير من عام 1986، حيث كان قد التقط عدّة صور لهذا القمر، سمحت للعلماء أن يخططوا قرابة 40% من سطحه.
ظهر قمر تيتانيا في بعض الأعمال الخيالية البشرية من شاكلة رواية «المريخ الأزرق» (بالإنجليزية: Blue Mars) من عام 1997 للكاتب الأمريكي «كيم ستانلي روبنسون» المشهور بكتابة الأعمال الأدبية الخيالية، وفي هذه القصة يروي الكاتب كيف أن أقمار أورانوس أصبحت مأهولة بالسكان عدا ميراندا الذي أبقاه الناس محمية عذراء، وعلى تيتانيا يروي الكاتب كيف تأقلم الناس مع العيش في بيئة ضعيفة الجاذبية خفيفة الضوء. كذلك ظهر هذا القمر في لعبة التكتيكات الإستراتيجية «الأرض 2160» (بالإنجليزية: Earth 2160)، حيث حازت السلالة الأوراسية (ED) سجنا عسكريا على سطح تيتانيا، إلى أن دمرته قوّات LC المعادية.

## الاكتشاف والتسمية
اكتشف تيتاتنيا بواسطة ويليام هيرشل في 11 كانون الثاني من سنة 1787 وفي نفس اليوم اكتشف قمر ثاني لأورانوس هو أوبيرون. كما أنه سجل فيما أنه اكتشف أربع أقمار أخرى لأورانوس، لكن ثبت لاحقا أن ملاحظته هذه كانت خاطئة. لم يرصد تيتانيا وأوبيرون مرة أخرى بعد رصده من قبل هيرشل إلا بعد خمسين عام، على الرغم من إمكانية مشاهدته من الأرض بتلسكوبات الهواة.
سميت جميع أقمار أورانوس على أسماء شخصيات من مسرحيات ويليام شكسبير وألكسندر بوب. واسم تيتانيا مشتق من مسرحية حلم ليلة صيف لوليام شكسبير. وقد اقترح جون هيرشل ابن ويليام هيرشل سنة 1852 الأسماء الأربعة لأقمار أورانوس المكتشفة، بناء على طلب ويليام لاسيل، الذي اكتشف قمرين أخرى ن من الأقمار الرئيسية وهما أرييل وأومبريل.
كان يشار إلى تيتانيا في البداية بالقمر الأول لأورانوس. وفي سنة 1848 أعطي الاسم أورانوس الأول باقتراح من ويليام لاسيل، على الرغم من استخدامه أحيانا تسمية ويليام هيرشل (الذي دعى تيتانيا بأورانوس الثاني وأوبيرون بأورانوس الثالث). وقام لاسيل سنة 1851 بترقيم أقمار أورانوس بأرقام لاتينية حسب بعدها عن أورانوس ليصبح أورانوس الثالث.

## المدار
يدور تيتانيا حول أورانوس على بعد 436,000 كم، وهو ثاني أبعد الأقمار الرئيسية الخمسة الخاصة بذاك الكوكب. الشذوذ المداري لتيتانيا قليل، كما أن الميلان المداري قليل جدا بالنسبة لخط استواء أورانوس. تستغرق فترة المدار الفلكية 8.7 يوم، وهي متوافقة مع فترة الدوران الذاتي للقمر. بالتالي تيتانيا لديه مدار متزامن أو مقيد مدياً بحيث يواجه وجه واحد للقمر أورانوس.
يقع مدار تيتانيا بشكل كامل ضمن غلاف أورانوس المغناطيسي. وهذا هام لأنه كلا قطبي القمر يقع بشكل كامل ضمن الغلاف المغناطيسي، الأمر الذي يؤدي إلى حدوث صدمات مع بلازما الغلاف المغناطيسي، مما يؤدي بدوره إلى مشاهدة السواد في الجانب المعزول مغناطيسياً (بسسبب وقوع هذا الجانب خارج الغلاف المغناطيسي لأورانوس)، وهذا أمر ملخوظ في جميع أقمار أورانوس باستثناء أوبيرون.
وبما أن أورانوس يدور حول الشمس تقريبا على جنبه، وأقمار أورانوس تدور حوله في مستوي خط استوائه، فإنها تخضع لدورات موسمية كبيرة. فكلا القطبين الجنوبي والشمالي يمكث مدة 42 سنة في الظلام، و 42 سنة أخرى يمكث تحت ضوء الشمس الدائم. مرة واحدة كل 42 سنة يصبح الاحتجاب المشترك مع أقمار أورانوس ممكن عندما يتعادل الليل والنهار على أورانوس ويتقاطع المستوي الاستوائي مع الأرض. لوحظت في الفترة ما بين عاميّ 2007 و 2008 العديد من مثل هذه الأحداث عندما رصد احتجاب لتيتانيا في 15 أغسطس وأومبريال في 8 ديسمبر من عام 2007.

## المكونات والتركيب الداخلي

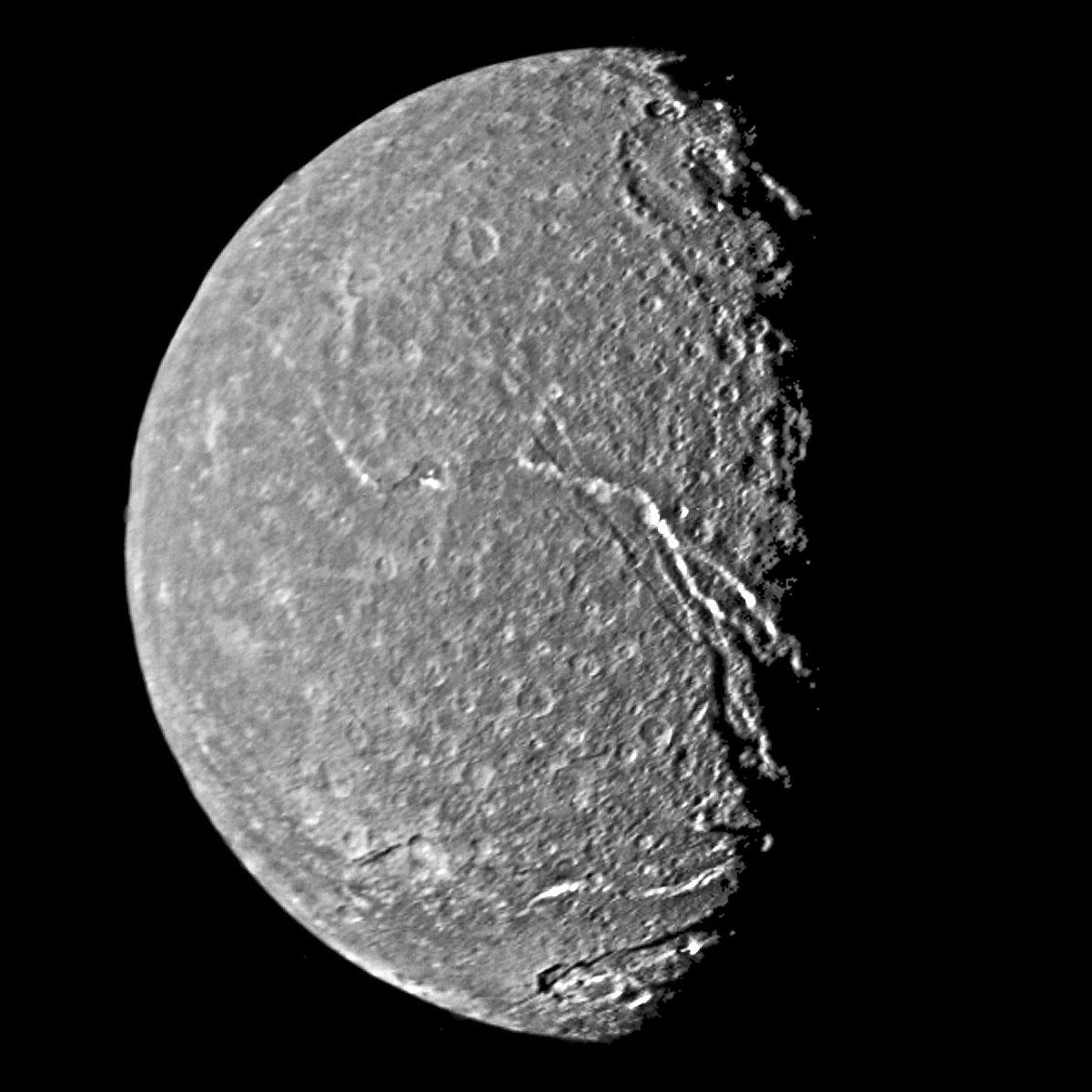
صور ملتقطة لتيتانيا تظهر صدوع ضخمة.

يعد تيتانيا من أضخم وأكبر الأقمار كتلة، ويأتي ترتيبه الثامن من حيث الكتلة في أقمار المجموعة الشمسية. تبلغ كثافته 1.71 غرام في السنتيمتر مكعب. وهي كثافة أكبر من الكثافة التقليدية لأقمار أورانوس، وهذا يشير إلى احتوائة على نسبة متساوية تقريبا من جليد الماء ومكونات غير جليد الماء والتي يمكن أن تتكون من الصخور ومواد غنية بالكربون متضمنة مواد عضوية. تم التأكد من وجود جليد الماء بواسطة الرصد من خلال أجهزة مطيافية الأشعة تحت الحمراء في السنوات ما بين 2001 و2005 والتي كشفت عن بلورات جليد الماء على سطح هذا القمر. الحزم الامتصاصية لجليد الماء أقل قوة على سطح تيتانيا في نصف المعزول مغناطيسياً لأورانوس من النصف المكشوف، وهو عكس ما لوحظ على سطح أوبيرون. وسبب هذا التوزيع والاختلاف غير معروف، لكنه مرتبط بقصف الجزيئات المشحونة في بلازما الغلاف المغناطيسي لأورانوس والذي هو أكثر حدة في النصف المكشوف. تميل الجزيئات النشطة إلى تفل جليد الماء، ليتحلل الميتان المحصور في الجليد إلى هيدرات الغاز.
أما العنصر الآخر الذي حُدد وجوده على سطح تيتانيا مع الماء باستخدام الأشعة تحت الحمراء هو ثاني أكسيد الكربون والذي يتركز وجوده في الجانب المكشوف مغناطيسياً من أورانوس. إن أساس وجود ثاني أكسيد الكربون غير واضح تماماً، والذي يجب أن ينتج من تحلل الكربونات أو مواد عضوية تحت أشعة الشمس الفوق بنفسجية أو من طاقة الجزيئات المشحونة القادمة من الغلاف المغناطيسي لأورانوس. وهذا قد يفسر وجود الكربون في الجانب المكشوف مغناطيسياً منه من الجانب المعزول، لأن الجانب المكشوف هو عرضة أكثر لتأثير شديد من الغلاف المغناطيسي لأورانوس من الجانب المعزول. كما أن هناك سبب آخر ممكن هو خروج الغازات للعنصر الأساسي لثاني اكسيد الكربون المحجوز في الماء. وقد يكون النشاط الجيولوجي القديم هو السبب في تسرب ثاني أكسيد الكربون من الماء.
من المحتمل أن تكون نواة تيتانيا نواة صخرية محاطة بدثار جليدي. فإذا كان هذا التوقع صحيح فإن نصف قطر النواة سيبلغ حوالي 520 كم وهو ما يعادل 66% من نصف قطر القمر وكتلته حوالي 58% من كتلة هذا القمر. أما الضغط في مركز القمر فيصل إلى 5.8 كيلو بار. الوضع الحالي للدثار الجليدي غير معروف فيما إذا كان يحوي على كمية كافية من الأمونيا أو مضادات التجمد الأخرى، وبذلك قد يملك تيتانيا طبقة من المحيط السائل تحيط بالنواة. وسيكون سماكة هذا المحيط في حالة وجوده أكثر من 50 كم ودرجة الحرارة بحوالي 190 كلفن. على أي حال فإن معرفة التركيب الداخلي لتيتانيا يعتمد على التاريخ الحراري لهذا الكوكب والمعرفة الحالية حول هذا التاريخ فقيرة حالياً.

## المعالم الجيولوجية

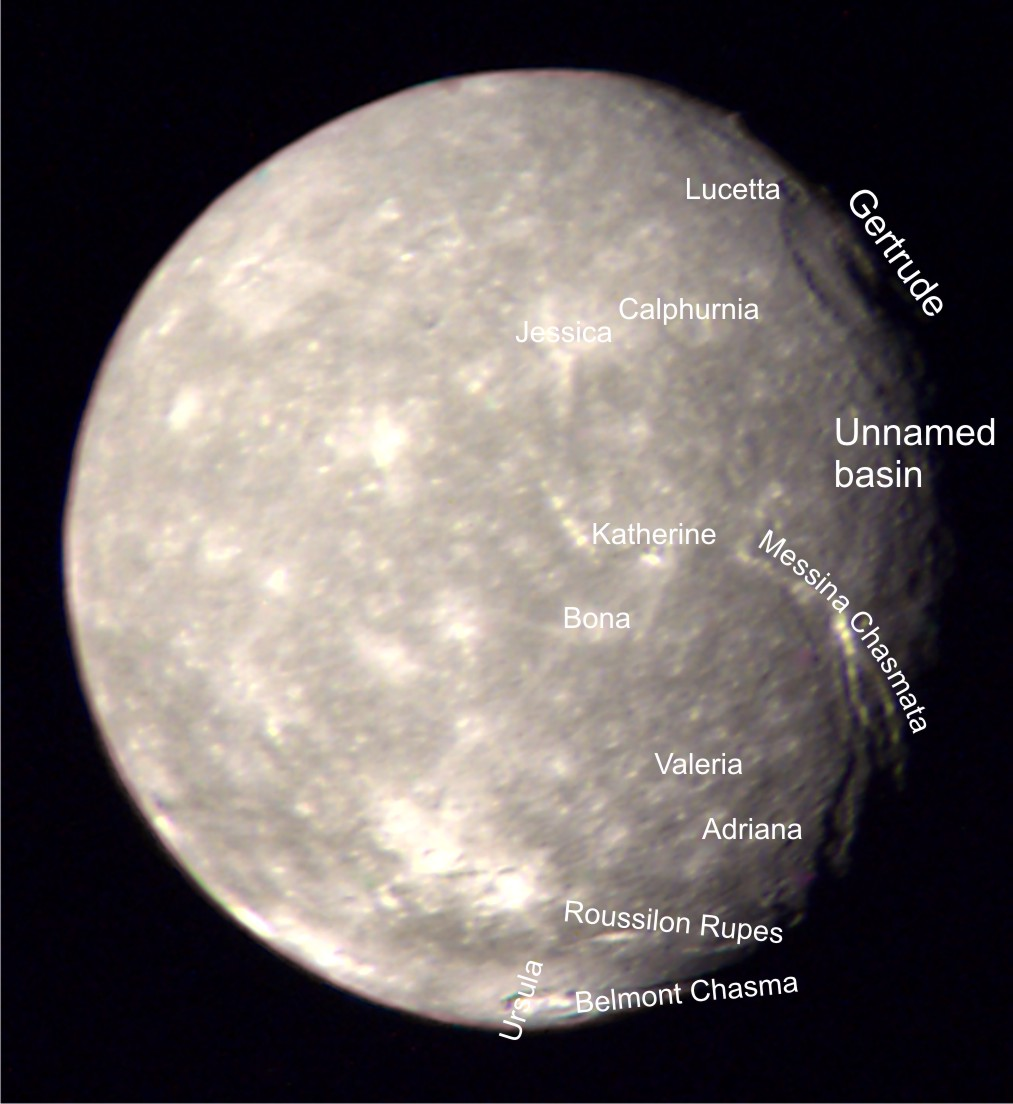
أهم المعالم السطحية على تيتانيا.

يعد تيتانيا ذو سطوع متوسط من بين أقمار أورانوس الرئيسية فهو أكثر سطوعا من أومبريل وأبيرون وأقل من أرييل وميراندا. فيظهر سطحه معارضة تأثير قوية. وتتناقص الانعكاسية من 35% عندما يكون في زاوية طور 0 درجة إلى 25% عندما يكون في زاوية طور 1 درجة. سطحه يميل قليلاً إلى الحمرة لكنه أقل حمرة من أوبيرون. تظهر الفوهات باللون الأزرق. تقع السهول في الجانب المعزول بالقرب من فوهة أورسولا. من الممكن وجود تباين فيما بين الجانب المعزول والمكشوف، ويعتقد أن الجانب المعزول أكثر احمرارا من الجانب المكشوف بنسبة 8% تقريبًا. وقد يكون هذا الاختلاف ناتج عن السهول أو ظهور عرضي. يعتقد أن التجوية على سطحه نشأت بسبب التجوية الفضائية بسبب القصف بجزيئات مشحونة ونيازك دقيقة خلال عمر المجموعة الشمسية. ومع ذلك فإن عدم تماثل اللون الأحمر لتيتانيا له علاقة بتراكم المراد المُحمرة التي جاءت من الأجزاء الخارجية لنظام أورانوس من الأقمار غير نظامية والتي من شأنها أن تتموضع في الجانب المعزول من القمر.

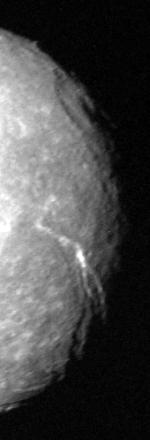
صدع ميسينا أكبر الصدوع الأخدودية على سطح تيتانيا.

ميز العلماء ثلاث مناطق جيولوجية على سطح تيتانيا: الفوهات الصدمية والتلاع والجروف. يتميز سطح تيتانيا بقلة وجود الفوهات الصدمية مقارنة بأوبيرون وامبريال، مما يعني أنه أحدث نشأة منهما. وتتراوح أقطار الفوهات من بضع كيلومترات إلى أن تصل على أكبر فوهة بقطر 326 كيلومتر والتي تعرف باسم جيرترودا. تحاط بعض الفوهات مثل أورسولا وجيسكا بأثر ساطع من الحمم الجليدية والتي تتألف من جليد حديث. جميع الفوهات على تيتانيا ذات أرضية مسطحة ولها نقطة مركزية. والاستثناء الوحيد هي فوهة أورسولا التي تحوي على حفرة في المركز. يوجد إلى الغرب من جيرترودا منطقة ذات تضاريس غير منتظمة والتي يمكن أن تكون حوض صدمي بقطر 330 كم.
يقطع سطح تيتانيا نظام هائل من فوالق أو الجروف في بعض المناطق. يوجد جرفين متوازيين على القشرة الخارجية للقمر شكلا صدوع أخدودية. وأشهر هذه الصدوع الأخدودية هي تلعة مسيانا والتي تمتد من خط الاستواء بمسافة 1500 كم باتجاه القطب الجنوبي له. يتراوح عرض الصدوع في تيتانيا بين 20 و 50 كم ولها رمية تتراوح بين 2 و 5 كم. تدعى المنحدرات التي لا ترتبط بالصدوع باسم روبس مثل روزلين روبس بجانب فوهة أورسولا. وتظهر المنطقة بجانب بعض المنحدرات بالقرب من فوهة أورسولا بشكل ناعم وفق صور فوياجر. ويعتقد أن هذه المنطقة قد شكلت لاحقاً بعد تشكل هذه الفوهات في التاريخ الجيولوجي لهذا القمر. وقد يكون هذا بسبب نشاط داخلي للقمر مثل ثوران السوائل والمعادن من داخل القمر. تعتبر الصدوع أحدث النشاطات الجيولوجية على سطح تيتاتيا فهي تقطع جميع الفوهات.
تأثرت تضاريس تيتانيا الأصلية بعاملين اثنين وهما الفوهات التصادمية والعوامل داخلية المنشأ. والتي أثرت عبر تاريخ هذا القمر وأثرت بالسطح الكلي له. الأحداث التالية كانت ذات تاثير على القمر لكنها اعقبت المرحلة الأساسية لتشكل القمر. فقد تكون حدثت أحداث أخر بعذ تشكله وأدت غلى ظهور السهول الناعمة. كما يمكن أن تكون نشوء هذه السهول ناتج من عمليات طرح بطانة الفوهات التصادمية إلى جوار الفوهة. وربما تكون أهم العمليات الحديثة تأثيراً هي التكتونيات والتي نسببت في نشوء الصدوع. والتي هي في الواقع شق عملاق في القشرة الجليدية. والتي تسببت بسبب التوسع العالمي لتيتانيا بحوالي 0.7%.
| التضاريس     | أشتق الاسم من          | النوع      | الطول (قطر), كم | الإحداثيات                        |
| ------------ | ---------------------- | ---------- | --------------- | --------------------------------- |
| صدع بيلمونتي | مسرحية تاجر البندقية   | صدع        | 238             | 8°30′S 32°36′E / 8.5°S 32.6°E     |
| صدع ميسينا   | مسرحية جعجعة بلا طحن   | صدع        | 1,492           | 33°18′S 335°00′E / 33.3°S 335°E   |
| جرف روزلين   | مسرحية الأمور بخواتمها | صدع        | 402             | 14°42′S 23°30′E / 14.7°S 23.5°E   |
| أدريانا      | مسرحية كوميديا الأخطاء | فوهة صدمية | 50              | 20°06′S 3°54′E / 20.1°S 3.9°E     |
| بونا         | مسرحية هنري السادس     | فوهة صدمية | 51              | 55°48′S 351°12′E / 55.8°S 351.2°E |
| كالفورنيا    | مسرحية يوليوس قيصر     | فوهة صدمية | 100             | 42°24′S 291°24′E / 42.4°S 291.4°E |
| ألينور       | حياة ووفاة الملك جون   | فوهة صدمية | 74              | 44°48′S 333°36′E / 44.8°S 333.6°E |
| جيرترودا     | هاملت                  | فوهة صدمية | 326             | 15°48′S 287°06′E / 15.8°S 287.1°E |
| إيموغن       | سيمبلين                | فوهة صدمية | 28              | 23°48′S 321°12′E / 23.8°S 321.2°E |
| إيراس        | أنطونيو وكليوباترا     | فوهة صدمية | 33              | 19°12′S 338°48′E / 19.2°S 338.8°E |
| جيسكا        | تاجر البندقية          | فوهة صدمية | 64              | 55°18′S 285°54′E / 55.3°S 285.9°E |
| كاثرين       | هنري الثامن            | فوهة صدمية | 75              | 51°12′S 331°54′E / 51.2°S 331.9°E |
| لوسيتا       | السيدان الفيرونيان     | فوهة صدمية | 58              | 14°42′S 277°06′E / 14.7°S 277.1°E |
| مارينا       | أمير تير               | فوهة صدمية | 40              | 15°30′S 316°00′E / 15.5°S 316°E   |
| موبسا        | حكاية الشتاء           | فوهة صدمية | 101             | 11°54′S 302°12′E / 11.9°S 302.2°E |
| فرينا        | تيمون الأثيني          | فوهة صدمية | 35              | 24°18′S 309°12′E / 24.3°S 309.2°E |
| أورسولا      | جعجعة بلا طحن          | فوهة صدمية | 135             | 12°24′S 45°12′E / 12.4°S 45.2°E   |
| فاليريا      | كريولانس               | فوهة صدمية | 59              | 34°30′S 4°12′E / 34.5°S 4.2°E     |

## الغلاف الجوي
يشير وجود غاز ثاني أكسيد الكربون على سطح تيتانيا إلى إمكانية وجود غلاف جوي ضعيف موسمي من CO2، وهو مشابه إلى حد كبير بكاليستو. ومن غير المحتمل وجود غازات أخرى مثل النيتروجين أو الميثان، لأن الجاذبية الضعيفة لن تستطيع منعهم من الإفلات من مجال هذا القمر. أقصى درجة حرارة على سطح هذا القمر يمكن أن تصل خلال الصيف إلى 89 كلفن، أما ضغط البخار فيصل لنفس مستوى غاز ثاني أكسيد الكربون تقريبا، أي حوالي 3 نانو بار.
حجب تيتانيا في 8 سبتمبر 2001 نجمة لامعة هي "HIP106829"، والتي تملك قدراً ظاهرياً يبلغ 7.2، وكانت الفرصة مواتية لتحسين المعلومات عن قطر والتقويم الفلكي للقمر، وتحديد وجود غلاف جوي حوله. وكشفت الدراسات عن عدم وجود غلاف جوي حيث يصل الضغط على السطح من 10 إلى 20 نانو بار. وفي حالة وجوده فإنه سيكون أرق مما هو لبلوتو وترايتون.
تؤدي الخصائص الهندسية المميزة لنظام أورانوس إلى تلقي قطبي أقمار أورانوس طاقة شمسية أكثر مما تتلقاه المنطقة الاستوائية لهذه الأقمار. وبما أن ضغط التبخر لغاز ثاني أكسيد الكربون هو تابع حاد لدرجة الحرارة، فإن هذا سيؤدي إلى تراكم ثاني أكسيد الكربون في المناطق ذات خطوط العرض المنخفضة لتيتانيا. ويمكن أن يتواجد في المناطق ذات البياض العالي أو المناطق الظليلة على شكل جليد على سطح القمر في الوقت الذي تتراوح فيه حرارة القطب ما بين 85 و 90 درجة كلفن، عندها يهاجر الكربون المتصعد إلى القطب الآخر أو المنطقة الاستوائية، مما يؤدي إلى نوع من دورة الكربون. يتم إزالة جليد الكربون المتراكم بفعل جسيمات الغلاف المغناطيسي. ويعتقد أن تيتانيا فقد كميات كبيرة من جليد الكربون منذ نشوءه قبل 4.5 ملايين سنة.

## المنشأ والتطور
يعتقد أن تيتانيا تشكل من قرص مزود أو سديم ثانوي. ويعتقد أن قرص الغاز والغبار الذي كان موجود حول أورانوس لبعض الوقت بعد تشكله، أو وجد هذا القرص نتيجة اصطدام ضخم مع أورانوس وهو ما أدى أيضاً إلى الميل المحوري الكبير لأورانوس. التركيب الدقيق للسديم الثانوي غير معروف تماماً، لكن بمقارنة الكثافة العالية لأقمار أورانوس مقارنة مع أقمار زحل فإنه يعتقد أنه كان فقير بالماء ومن الممكن أن كميات كبيرة من النتروجين والكربون كانت موجودة على شكل أول أكسيد الكربون وغاز النتروجين بدلا عن الأمونيا والميثان وبالتالي فإن القمر المتشكل من مثل هكذا سديم ثانوي سيحوي كميات أقل من جليد الماء وصخور أكثر وهذا مايمكن أن يفسر الكثافة العالية له.
استمر تراكم القمر لمدة آلاف السنين، ونتج عن التصادم الذي أدى إلى هذا التشكل بارتفاع درجة حرارة الطبقات الخارجية لهذا القمر. ووصلت درجة الحرارة العظمى إلى 250 كلفن وامتدت حتى عمق 60 كم من السطح. وبعد نهاية التشكل بردت الطبقات السطحية في حين أن الكبقات العميقة سخنت بسبب إضمحلال نشاط إشعاعي الموجودة ضمن الصخور. وبالتالي تقلصت الطبقات القريبة من السطح في حين تمددت الطبقات الداخلية تسبب هذا في اجهادات شد في القشرة مسببة التشققات، بعض الأخاديد الموجودة حاليا نتجت بسبب هذه الإجهادات والتي استمرت حوالي 200 مليون سنة، مما يعني أن النشاطات الباطنية للقمر توقفت منذ مليارات السنين.
ممكن أن يكون التنامي الحراري مع استمرار إضمحلال العناصر المشعة كافياً بما فيه من قوة لإذابة الجليد إذا وجدت بعض مضادات التجمد مثل الأمونيا (في شكل هيدرات الأمونيا) أو ملح. ومن الممكن أن الصهر الإضافي أدى إلى فصل الجليد عن الصخور لتتشكل نواة صخرية محاطة بدثار جليدي. من الممكن وجود طبقة من الماء (محيط) منحل فيه الأمونيا متواجدة في الطبقة الحدية بين النواة والدثار. درجة انصهار هذا المزيج تساوي 176 كلفن. فإذا هبطت درجة الحرارة دون هذه القيمة سيتجمد المحيط في الحال. وسيقود هذا التجمد إلى تمدد القسم الداخلي والذي كان مسؤولا عن الأخاديد الرئيسية على سطح القمر. مع ذلك فإن المعرفة الحالية حول تشكل هذا القمر محدودة.

## الاستكشاف
ألتقطت الصور الوحيدة له عن قرب لتيتانيا حتى الآن بواسطة المسبار فوياجر 2، والذي صور القمر أثناء تحليقه فوق أورانوس في يناير / كانون الثاني من عام 1986. كانت أقرب مسافة بين فوياجر 2 وتيتانيا 365200 كم فقط، أفضل صور هذا القمر كانت بدقة مكانية تصل لحوالي 3.4 كيلومتر فقط (الدقة المكانية لصور ميراندا وأرييل كانت أفضل قرار)، وتغطي الصور حوالي 40% من السطح، ولكن تم تصوير 24% فقط بالدقة المطلوبة لرسم الخرائط الجيولوجية. في ذلك الوقت من التحليق، وكان نصف تيتانيا الجنوبي (مثل الأقمار أخرى) في وقت التحليق متجها نحو الشمس، وبالتالي فإن النصف الشمالي كان مظلم لا يمكن دراسته. لا يوجد غير فوياجر من المسابر الفضائية قد زار أورانوس حتى ذلك الوقت، ومن المخطط إرسال مهمة جديدة إلى أورانوس وأقماره في المستقبل المنظور.

## وصلات خارجية
- "معلومات حول تيتانيا". من موقع اكتشاف المجموعة المسية التابع لوكالة ناسا. 1999. مؤرشف من الأصل في 2015-11-13. اطلع عليه بتاريخ 22 يونيو، 2009. {{استشهاد ويب}}: تحقق من التاريخ في: |تاريخ الوصول= (مساعدة)
- سيكاردي، برونو (2001). "أيعقل وجود غلاف جوي حول تيتانيا، أكبر أقمار أورانوس؟". مرصد باريس. مؤرشف من الأصل في 2013-02-08. اطلع عليه بتاريخ 22 يونيو، 2009. {{استشهاد ويب}}: تحقق من التاريخ في: |تاريخ الوصول= (مساعدة) والوسيط author-name-list parameters تكرر أكثر من مرة (مساعدة)